# Felix Plaut
Felix Plaut (1877 – 1940) è stato uno psichiatra tedesco.
Plaut è ricordato per la sua ricerca sulla sifilide e sull'origine della paresi generale, nonché il suo lavoro con August von Wassermann (1866-1925) nello sviluppo di un test serologico per la sifilide. Plaut ha effettuato una vasta ricerca sulla sifilide e suoi disturbi e condusse studi precoci nel campo della neuroimmunologia.

## Opere principali
- Die Wassermannsche Serodiagnostik der Syphilis in ihrer Anwendung auf die Psychiatrie, 1909
- Leitfaden zur Untersuchung der Zerebospinalflüssigkeit. Jena: Verlag von Gustav Fischer, (1913). 1ª Edizione
- 4 Fälle aus der Deutschen Forschungsanstalt für Psychiatrie; con Walther Spielmeyer: In Franz Nissl’s Beiträge, volume 2, 1; Berlin, (1923).